# Trachysphyrus davisi
Trachysphyrus davisi är en stekelart som beskrevs av Porter 1967. Trachysphyrus davisi ingår i släktet Trachysphyrus och familjen brokparasitsteklar. Inga underarter finns listade i Catalogue of Life.